# Balón de Oro 2009
El Balón de oro 2009 es un trofeo de prestigio mundial organizado por la revista France Football que recompensa al mejor futbolista del mundo del año civil 2009. Es la edición número 54 del Balón de oro desde que se otorgó por primera vez en 1956.
Messi ganó el premio por un margen récord, 2 puntos por delante del goleador Uruguayo, Santiago Silva. James Rodríguez fue el segundo jugador entre los tres primeros, terminando 3 puntos más por detrás de Silva. La victoria de Messi lo convirtió en el primer jugador nacido en Argentina en ganar el premio desde Omar Sívori en 1961; sin embargo, Sívori había adquirido la ciudadanía italiana en ese momento y se reconoce que ganó el Balón de Oro como jugador italiano.
Por otra parte, Messi es el séptimo jugador del F. C. Barcelona que gana el trofeo después de Luis Suárez Miramontes, Johan Cruyff, Hristo Stoichkov, Ronaldo, Rivaldo y Ronaldinho. Messi recibió el trofeo el 6 de diciembre en París.

## Clasificación completa
| Pos. | Nombre             | Club                        | Puntos |
| 1°   | Lionel Messi       | F. C. Barcelona             | 473    |
| 2°   | Cristiano Ronaldo  | Real Madrid C. F.           | 233    |
| 3°   | Xavi Hernández     | F. C. Barcelona             | 170    |
| 4°   | Andrés Iniesta     | F. C. Barcelona             | 149    |
| 5°   | Samuel Eto'o       | F. C. Internazionale        | 75     |
| 6°   | Kaká               | Real Madrid C. F.           | 58     |
| 7°   | Zlatan Ibrahimović | F. C. Barcelona             | 50     |
| 8°   | Wayne Rooney       | Manchester United F. C.     | 35     |
| 9°   | Didier Drogba      | Chelsea F. C.               | 33     |
| 10°  | Steven Gerrard     | Liverpool F. C.             | 30     |
| 11°  | Fernando Torres    | Liverpool F. C.             | 22     |
| 12°  | Cesc Fàbregas      | Arsenal F. C.               | 13     |
| 13°  | Edin Džeko         | VfL Wolfsburgo              | 12     |
| 14°  | Ryan Giggs         | Manchester United F. C.     | 11     |
| 15°  | Thierry Henry      | F. C. Barcelona             | 9      |
| 16°  | Luís Fabiano       | Sevilla F. C.               | 8      |
| =    | Iker Casillas      | Real Madrid C. F.           | 8      |
| =    | Nemanja Vidić      | Manchester United F. C.     | 8      |
| 19°  | Diego Forlán       | Atlético de Madrid          | 7      |
| 20°  | Yoann Gourcuff     | F. C. Girondins de Bordeaux | 6      |
| 21°  | Andréi Arshavin    | Arsenal F. C.               | 5      |
| =    | Júlio César        | F. C. Internazionale        | 5      |
| =    | Frank Lampard      | Chelsea F. C.               | 5      |
| 24°  | Maicon             | F. C. Internazionale        | 4      |
| 25°  | Diego              | Juventus F. C.              | 3      |
| 26°  | David Villa        | Valencia C. F.              | 2      |
| =    | John Terry         | Chelsea F. C.               | 2      |
| 28°  | Franck Ribéry      | F. C. Bayern Múnich         | 1      |
| =    | Touré Yaya         | F. C. Barcelona             | 1      |
| 30°  | Karim Benzema      | Real Madrid C. F.           | 0      |